# Relațiile turco-siriene
Relațiile turco-siriene sunt de mult timp tensionate, chiar dacă Turcia împărtășește cea mai lungă frontieră comună cu Siria și în ciuda diverselor legături geografice și istorice care leagă, de asemenea, cele două state vecine.
Această fricțiune a apărut ca urmare a diferitelor dispute teritoriale, inclusiv anexarea provinciei Hatay de către Turcia în 1939, litigiile privind apa care au apărut ca urmare a proiectului din sud-estul Anatoliei (Güneydoğu Anadolu Projesi). Alte tensiuni au apărut ca urmare a sprijinului sirian acordat Partidului Muncitoresc Kurd (abreviat ca PKK) și Armatei Secrete Armene pentru Eliberarea Armeniei (abreviată ca ASALA), care a fost recunoscută ca organizație teroristă de către NATO, UE și multe alte țări. Relațiile s-au îmbunătățit foarte mult după octombrie 1998, când liderul PKK, Abdullah Ocalan a fost expulzat de către autoritățile siriene. Cu toate acestea, războiul civil sirian din 2012 a agravat din nou relațiile dintre cele două țări, ducând la suspendarea contactului diplomatic. 
Siria menține în mod normal o ambasadă la Ankara și două consulate generale la Istanbul și Gaziantep. Turcia are o ambasadă la Damasc și un consulat general la Alep. Ambele țări sunt membre cu drepturi depline ale Uniunii pentru Mediterana și ale Organizației de Cooperare Islamică (OCI).

## Legături externe
- CONFLICTUL TURCIA-SIRIA: Parlamentul turc autorizează operațiunile militare în Siria, Mediafax, 4 octombrie 2012
- Turkey-Syria border tension, Guardian, 4 octombrie 2012